# Jaroslav Papiernik
Jaroslav Papiernik, slovaški rokometaš, * 14. februar 1952, Hriňová, † 26. april 2002, Považská Bystrica.
Leta 1976 je na poletnih olimpijskih igrah v Montrealu v sestavi češkoslovaške rokometne reprezentance osvojil sedmo mesto.